# Saint-Aignan-Grandlieu
Saint-Aignan-Grandlieu (auch: Saint-Aignan-de-Grand-Lieu; bretonisch: Sant-Enion-al-Lenn-Veur) ist eine französische Gemeinde mit 3991 Einwohnern (Stand: 1. Januar 2022) im Département Loire-Atlantique in der Region Pays de la Loire. Saint-Aignan-Grandlieu gehört zum Arrondissement Nantes und ist Teil des Kantons Rezé-1.
Die Einwohner werden Aignanais genannt.

## Geographie
Saint-Aignan-Grandlieu liegt am Lac de Grand-Lieu, einem der beiden Namensgeber der Gemeinde, etwa zehn Kilometer südlich von Nantes in der historischen Landschaft Pays de Retz. An der südlichen Gemeindegrenze fließt der Ognon entlang.
In das Gemeindegebiet reicht der Flughafen Nantes hinein.

### Nachbargemeinden
Umgeben ist Saint-Aignan-Grandlieu von den Gemeinden Bouguenais im Norden, Pont-Saint-Martin im Osten, La Chevrolière im Südosten, Saint-Philbert-de-Grand-Lieu im Süden und Südwesten sowie Bouaye im Westen und Nordwesten.

## Geschichte
Seinen Namen trägt der Ort vom Bischof Saint-Aignan von Orléans. 936 kam es hier zu einer Schlacht zwischen dem Heer Alain II. von der Bretagne und den Loire-Normannen, die in St. Aignan ein Fort errichtet hatten.

### Bevölkerungsentwicklung
| 1962 | 1968 | 1975 | 1982 | 1990 | 1999 | 2006 | 2017 |
| ---- | ---- | ---- | ---- | ---- | ---- | ---- | ---- |
| 1372 | 1357 | 1717 | 2489 | 3033 | 3478 | 3481 | 3944 |

## Gemeindepartnerschaften
Mit der deutschen Gemeinde Thüngersheim im bayerischen Unterfranken besteht seit 1995 eine Partnerschaft.

## Sehenswürdigkeiten
- Kirche Saint-Aignan aus dem 16./17. Jahrhundert, Interieur aus dem 18. Jahrhundert, Orgel, Monument historique

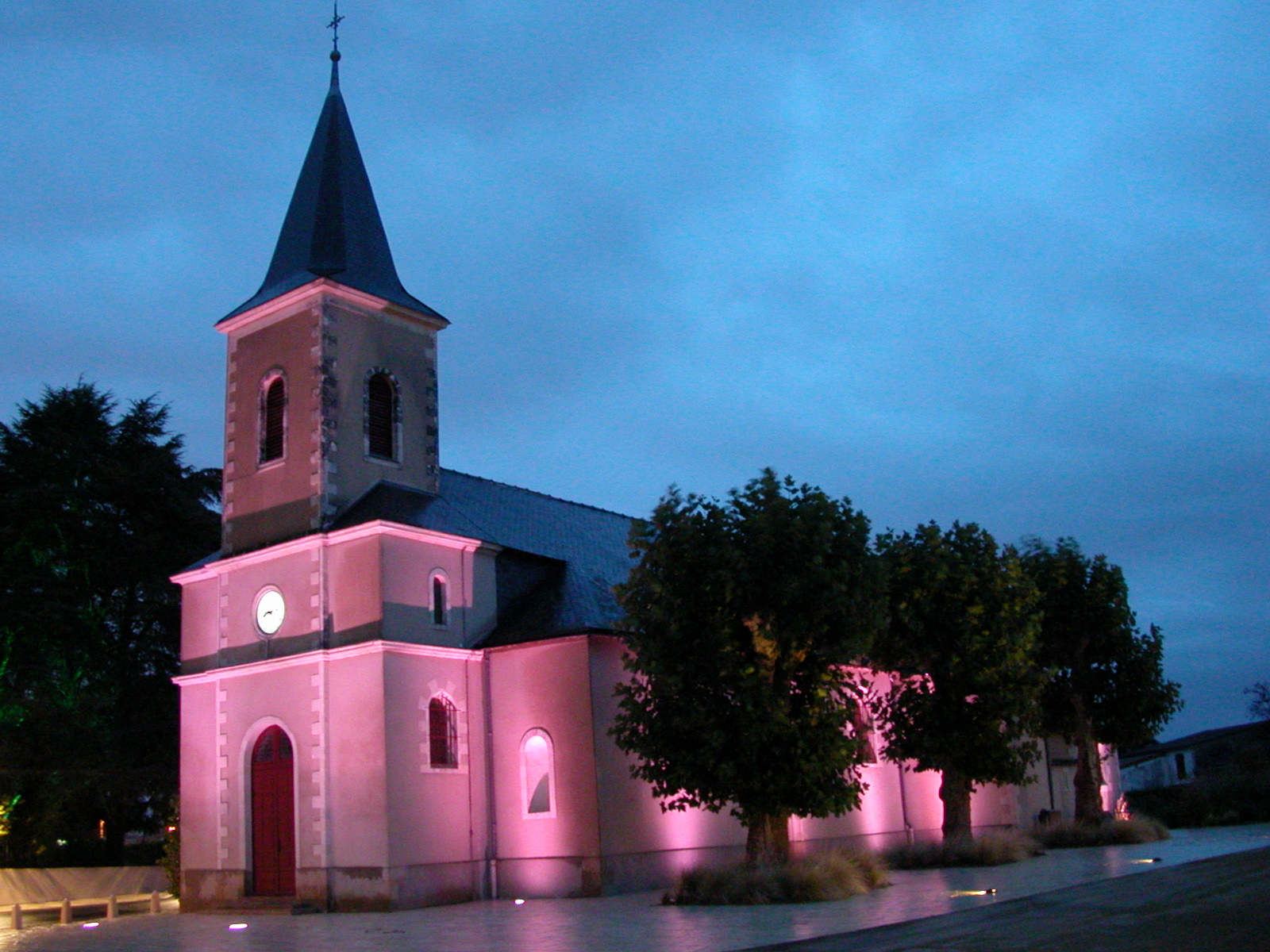
Kirche Saint-Aignan

- Brunnen Saint Rachoux